# Rue Edmond-Rostand (Marseille)
Pour les articles homonymes, voir Rue Edmond-Rostand.
La rue Edmond-Rostand est une voie qui traverse les 6e et 8e arrondissement de Marseille. 

## Situation et accès
Elle va du boulevard Périer jusqu'au boulevard Paul-Peytral.
La rue Edmond-Rostand est parallèle à l'avenue du Prado et à la rue de Rome. Elle passe ainsi à proximité des stations de métro Périer, Castellane et Estrangin - Préfecture et des stations Castellane, Rome Dragon et Place de Rome de la ligne du Tramway T3.

## Origine du nom
La voie rend hommage au dramaturge marseillais Edmond Rostand qui est né au 14 de cette rue.

## Historique
Sous la Révolution, la rue s'appelle « rue du Marbre » puis, vers 1860, elle change de nom pour s'appeler « rue Montaux », nom du propriétaire qui offrit le terrain pour la continuation de la rue. 
Elle porte son nom actuel depuis le 18 novembre 1919.
La rue se situe au cœur du quartiers des antiquaires. Il est ainsi possible de trouver de nombreux magasins d'antiquités dans la rue. Une association a même été créée à la fin des années 1980 à l'initiative d'un groupe de commerçants et riverains du quartier.

## Bâtiments remarquables et lieux de mémoire
- Au no 14 : est né et a vécu dans sa jeunesse Edmond Rostand pendant qu'il était étudiant au lycée Thiers[3]. L'immeuble est par la suite racheté par l'entrepreneur Alain Storione[4].
- Au no 19 : Église Saint-Nicolas-de-Myre. Il s'agit de la plus ancienne église grecque catholique de France et la première église melkite au monde. Elle fut construite en 1821 à la demande de réfugiés Grecs catholiques venus d’Égypte et de Syrie, et achevée en 1822[5].
- Au no 35  : Couvent des Dominicains. L'église Notre-Dame-du-Rosaire et le couvent des prêcheurs constituent un ensemble architectural du XIXe siècle. La première pierre fut posée en 1868 et l'église est inaugurée le 7 mars 1878. Elle est l'œuvre de l'architecte Pierre Bossan, également architecte de la basilique de Fourvière à Lyon.